# Historieätarna
Historieätarna är ett infotainmentprogram vars första säsong började visas i Sveriges Television under hösten 2012. Serien är producerad av Karin af Klintberg, med Erik Haag och Lotta Lundgren som programledare. Programformen är baserad på den brittiska förlagan The Supersizers..., som sändes mellan 2007 och 2009 på BBC 2. Historieätarna vann Kristallen 2013 i kategorin Årets livsstilsprogram. Den 26 december 2013 sändes en julspecial där julmat och julfirande från 1400-talet till och med 2000-talet avhandlades.
Säsong två av Historieätarna hade premiär den 17 november 2014. En tredje och sista säsong av Historieätarna sändes hösten 2016.
SVT:s julkalender 2015, Tusen år till julafton, är baserad på Historieätarna.

## Medverkande
Förutom Lotta Lundgren och Erik Haag medverkar Richard Tellström som mathistorisk expert, Sanna Nyström som dräkthistorisk expert och kostymör och för varje avsnitt en kock, bland andra Niklas Ekstedt, Malin Söderström, Elisabet Johansson, Tareq Taylor, Stefano Catenacci och Jens Linder. 
Dessutom har bland andra Bo Eriksson, Fredrik Reinfeldt, Ulrika Knutson, Fredrik Lindström, Bengt af Klintberg, Ebbe Schön, Edward Blom, Ebba Witt-Brattström, Magdalena Ribbing, Yvonne Hirdman, Gudrun Schyman, Ulf Adelsohn, Bea Uusma, Åsa Linderborg, Mona Sahlin, Kalle Lind, Olof Wretling, Malena Ernman, Alex Schulman, Liv Strömquist, Robert Aschberg, Horace Engdal, Gunilla Pontén, Göran Greider, Jenny Madestam, Charlie Söderberg, Camilla Thulin, Pernilla August, E-type, Dilsa Demirbag-Sten, Julia Frej, Björn af Kleen och Henrik Schyffert medverkat som experter och gäster. Under första säsongen medverkade även Björn Gustafsson sporadiskt som skådespelare och comic relief.

## Avsnitt
| Nr  | Sändningsdatum   | Avsnittstitel            | Tidsperiod            | Tittarsiffror |
| --- | ---------------- | ------------------------ | --------------------- | ------------- |
| 1:1 | 15 november 2012 | Stormaktstiden           | 1611–1697             | 679 000       |
| 1:2 | 22 november 2012 | Sjuttiotalet             | 1970–1979             | 698 000       |
| 1:3 | 29 november 2012 | Oskarianska tiden        | 1880–1900             | 904 000       |
| 1:4 | 6 december 2012  | Tjugotalet               | 1920–1929             | 903 000       |
| 1:5 | 13 december 2012 | Frihetstiden             | 1718–1772             | 953 000       |
| 1:6 | 20 december 2012 | Beredskapstiden          | 1939–1945             | 932 000       |
| 2:0 | 26 december 2013 | Historieätarna firar jul | 1400-talet–2000-talet | 965 000       |
| 2:1 | 17 november 2014 | Romantiken               | 1809–1844             | 1 347 000     |
| 2:2 | 24 november 2014 | Sextiotalet              | 1960–1969             | 1 572 000     |
| 2:3 | 1 december 2014  | Nationalromantiken       | 1900–1917             | 1 390 000     |
| 2:4 | 8 december 2014  | Åttiotalet               | 1980–1989             | 1 516 000     |
| 2:5 | 15 december 2014 | Vasatiden                | 1521–1611             | 1 340 000     |
| 2:6 | 22 december 2014 | Trettiotalet             | 1930–1939             | 1 288 000     |
| 2:7 | 29 december 2014 | Tillbakablickar          | 1500–1989             | 1 280 000     |
| 3:1 | 14 november 2016 | Industrialismen          | 1842–1890             | 1 210 000     |
| 3:2 | 21 november 2016 | Efterkrigstiden          | 1945–1959             | 1 365 000     |
| 3:3 | 28 november 2016 | Hedvig Eleonoras tid     | 1654–1715             | 1 236 000     |
| 3:4 | 5 december 2016  | Nittiotalet              | 1990–1999             | 1 379 000     |
| 3:5 | 12 december 2016 | Gustavianska tiden       | 1772–1809             | 1 409 000     |
| 3:6 | 19 december 2016 | Nollnolltalet            | 2000–2009             | 1 422 000     |